# 1983년 팬아메리칸 게임
1983년 팬아메리칸 게임은 1983년 8월 14일부터 8월 29일까지 베네수엘라의 카라카스에서 열린 9번째 팬아메리칸 게임이다.

## 참가국
- 아르헨티나
- 앤티가 바부다
- 바하마
- 바베이도스
- 벨리즈
- 버뮤다
- 볼리비아
- 브라질
- 영국령 버진아일랜드
- 캐나다
- 케이맨 제도
- 칠레
- 콜롬비아
- 코스타리카
- 쿠바
- 도미니카 공화국
- 에콰도르
- 엘살바도르
- 과테말라
- 가이아나
- 아이티
- 온두라스
- 자메이카
- 멕시코
- 네덜란드령 안틸레스
- 니카라과
- 파나마
- 파라과이
- 페루
- 푸에르토리코
- 수리남
- 트리니다드 토바고
- 우루과이
- 미국
- 베네수엘라 (개최국)
- 미국령 버진아일랜드

## 개최 종목
- 농구
- 다이빙
- 레슬링
- 배구
- 복싱
- 사격
- 삼보
- 사이클
- 수영
- 소프트볼
- 싱크로나이즈드 스위밍
- 승마
- 야구
- 양궁
- 역도
- 유도
- 육상
- 요트
- 조정
- 축구
- 체조
- 탁구
- 테니스
- 펜싱
- 필드 하키

## 메달 집계
| 순위 | 국가              | 금메달 | 은메달 | 동메달 | 합계 |
| ---- | ----------------- | ------ | ------ | ------ | ---- |
| 1    | 미국              | 137    | 92     | 56     | 285  |
| 2    | 쿠바              | 79     | 53     | 43     | 175  |
| 3    | 캐나다            | 18     | 44     | 47     | 109  |
| 4    | 브라질            | 14     | 20     | 23     | 57   |
| 5    | 베네수엘라        | 12     | 26     | 35     | 73   |
| 6    | 멕시코            | 7      | 11     | 24     | 42   |
| 7    | 아르헨티나        | 2      | 11     | 22     | 35   |
| 8    | 푸에르토리코      | 2      | 7      | 6      | 15   |
| 9    | 콜롬비아          | 1      | 7      | 13     | 21   |
| 10   | 칠레              | 1      | 3      | 9      | 13   |
| 11   | 페루              | 1      | 1      | 6      | 8    |
| 12   | 우루과이          | 1      | 0      | 2      | 3    |
| 13   | 에콰도르          | 1      | 0      | 0      | 1    |
| 14   | 도미니카 공화국   | 0      | 7      | 7      | 14   |
| 15   | 트리니다드 토바고 | 0      | 1      | 2      | 3    |
| 16   | 바하마            | 0      | 1      | 0      | 1    |
| 16   | 과테말라          | 0      | 1      | 0      | 1    |
| 18   | 자메이카          | 0      | 0      | 6      | 6    |
| 19   | 벨리즈            | 0      | 0      | 1      | 1    |
| 19   | 파나마            | 0      | 0      | 1      | 1    |
| 합계 | 합계              | 276    | 286    | 303    | 865  |